# Жеруков, Борис Хажмуратович
Борис Хажмуратович Жеруков (28 февраля 1958 — 25 декабря 2012) — российский учёный, общественный и политический деятель. 
Ректор Кабардино-Балкарского государственного аграрного университета имени В. М. Кокова, руководитель фракции политической партии «Единая Россия» в Парламенте Кабардино-Балкарской республики, член генерального совета партии «Единая Россия».
Доктор сельскохозяйственных наук, профессор, Почётный работник высшего профессионального образования Российской Федерации, Заслуженный деятель науки Российской Федерации (2006).

## Биография
Родился 28 февраля 1958 года в селе Псыгансу Урванского района Кабардино-Балкарии.
- 1975—1980 — работал на Нальчикском заводе полупроводниковых приборов
- 1976—1978 — проходил срочную службу в армии
- 1985 — окончил агрономический факультет Кабардино-Балкарского агромелиоративного института (КБАМИ). В годы учёбы являлся Ленинским стипендиатом
- с 1985 — ассистент, старший преподаватель, доцент, профессор кафедры растениеводства и селекции Кабардино-Балкарской государственной сельскохозяйственной академии (КБГСХА; бывший КБАМИ)
- 1986—1988 — учился в аспирантуре кафедры растениеводства Московской государственной сельскохозяйственной академии имени К. А. Тимирязева
- 1989 — защитил кандидатскую диссертацию
- 1990—1991 — секретарь парткома КБГСХА
- 1993 — окончил экономический факультет Кабардино-Балкарского государственного университета
- 1993—1998 — декан агрономического факультета КБГСХА
- 1995 — защитил докторскую диссертацию
- 1998—2000 — проректор по экономике и внешним связям КБГСХА (1998—2000)
- 2000—2012 — ректор КБГСХА[1]
- с 2003 — депутат Парламента Кабардино-Балкарской республики
- c 2005 — руководитель фракции политической партии «Единая Россия» в Парламенте Кабардино-Балкарской республики, секретарь регионально политсовета политической партии «Единая Россия» в КБР[1]
- с 2007 — член генерального совета политической партии «Единая Россия»
- 25 декабря 2012 года убит в своём служебном кабинете в Нальчике. Похоронен в селе Псыгансу Урванского района Кабардино-Балкарии[2].

Являлся председателем отделения общественной организации «Русское географическое общество» в Кабардино-Балкарии, членом комиссии при Президенте Республики Кабардино-Балкария по реализации приоритетных национальных проектов в КБР, членом коллегии Министерства сельского хозяйства и продовольствия КБР, Министерства образования и науки КБР, членом Общественного совета при МВД по КБР

## Труды и признание
Автор 200 научных публикаций, в том числе 8 монографий и 7 учебных пособий с грифом УМО. Имел 17 авторских свидетельств и патентов. Под его руководством защищены 18 кандидатских и три докторские диссертации. Доктор сельскохозяйственных наук, профессор, Почётный работник высшего профессионального образования Российской Федерации, Заслуженный деятель науки Российской Федерации (2006), Заслуженный деятель науки КБР, лауреат премии Ленинского комсомола в области науки (1990).
Отмечен грамотами и благодарностями Президента России и Президента КБР, Министерства сельского хозяйства РФ, Министерства образования и науки РФ, Министерства по национальной политике РФ; награждён серебряной медалью «ВДНХ РФ» за разработку экологически чистой технологии производства растительного белка (1993), золотой медалью «За вклад в развитие агропромышленного комплекса России» (2008).

## Семья
Супруга — доктор экономических наук, профессор Оксана Борисовна Жерукова (Кошерова). Дети: Алла, Алим, Келемет.